# Rauiella praelonga
Rauiella praelonga är en bladmossart som beskrevs av Roelof J.van der Wijk och Margadant 1962. Rauiella praelonga ingår i släktet Rauiella och familjen Thuidiaceae. Inga underarter finns listade i Catalogue of Life.